# Santa Cruz de Los Taques
Pour les articles homonymes, voir Santa Cruz et Los Taques.
Santa Cruz de Los Taques, ou simplement Los Taques, est une ville de l'État de Falcón au Venezuela, capitale de la paroisse civile de Los Taques et chef-lieu de la municipalité de Los Taques.

## Géographie
Santa Cruz de Los Taques est situé sur la côté ouest de la péninsule de Paraguaná.